# ФК Славен Белупо
НК Славен Белупо је хрватски фудбалски клуб из Копривнице. Тренутно се такмичи у Првој лиги Хрватске.

## Историја
Први фудбалски клуб на подручју Копривнице основан је у јуну 1907. године и звао се Ђачки ногометни клуб Копривница. Већ у августу исте године одиграна је прва фудбалска утакмица против загребачког ХАШК-а. Утакмица је завршила резултатом 1:15.
Чланови породице Фридрих основали су 20. августа 1912. године Хрватски шпортски клуб Славен који 1920. године осваја покрајинско првенство Хрватске. Због финансијских тешкоћа и одласка браће Фридрих у Загреб, клуб престаје са радом. Традицију клуба наставља ХШК Викторија до 1926. године.
Од 1926. до 1930. године Копривница нема фудбалски клуб. Од 1930. године постоји ХШК Копривница, ХШК Даница и радничко службенички хрватски спортски клуб Слога.
Године 1945. обновљен је Славен као Фискултурно друштво Славен. Од 1953. до 1958. године клуб носи назив Спортско друштво Подравка, а након тога Ногометни клуб Славен.
Копривничка фирма Билокалник постаје спонзор клуба 1992. године па се име клуба мења у НК Славен Билокалник. Године 1994. спонзор клуба постаје фирма Белупо и од тада, па све до данас, клуб носи назив НК Славен Белупо.
Не постоји званична навијачка група НК Славен Белупа.

## Успеси клуба
- Првенство Хрватске
  - Вицервак (1) :  2007/08.
- Куп Хрватске
  - Финалиста (3) : 2006/07, 2015/16, 2024/25.

## Стадион
Своје утакмице Славен игра на Градском стадиону у Копривници. Изградња стадиона је почела 1996. да би се изградња по фазама завршила у мају 2007, када је завршена контрукција расвете на стадиону. Стадион осветљавају 4 расветна стуба висине по 45,5 m. Капацитет стадиона са делимично покривеном трибином је 3.134 места за седење, а са стајањем може примити преко 4000 гледалаца. У следећој доградњи предвиђа се покривање целе трибине.

## Биланс НК Славен Белупо на вечној табели клубова уПХЛ
(стање након сезоне 2010/11)
| Плас. | Тим              | Број сезона | ИГ  | Д   | Н   | ИЗ  | ГД  | ГП  | ГР | Бод |
| ----- | ---------------- | ----------- | --- | --- | --- | --- | --- | --- | -- | --- |
| 08.   | НК Славен Белупо | 14          | 446 | 166 | 121 | 159 | 543 | 551 | -8 | 619 |

## НК Славен Белупо у европским куповима
| Сезона  | Такмичење        | Коло       | Резултат | Држава             | Екипа                 | Дом. | Гост | УЕФА коеф. | Детаљи |
| ------- | ---------------- | ---------- | -------- | ------------------ | --------------------- | ---- | ---- | ---------- | ------ |
| 2000    | Интертото куп    | 1 коло     | 4:1      | Северна Ирска      | ФК Гленавон           | 1:1  | 3:0  | 0.0        |        |
|         |                  | 2 коло     | 1:1      | Пољска             | Заглебје Лубин        | 1:1  | 0:0  | 0.0        |        |
|         |                  | 3 коло     | 1:3      | Чешка              | Сигма Оломуц          | 1:1  | 0:2  | 0.0        |        |
| 2001    | Интертото куп    | 1 коло     | 9:0      | Кипар              | Анартозис, Фамагуста  | 7:0  | 2:0  | 0.0        |        |
|         |                  | 2 коло     | 2:0      | Француска          | Бастија               | 1:0  | 1:0  | 0.0        |        |
|         |                  | 3 коло     | 2:3      | Енглеска           | Астон Випа, Бирмингем | 2:1  | 0:2  | 0.0        |        |
| 2002    | Интертото куп    | 1 коло     | 6:3      | Словачка           | Дукла, Тренчин        | 5:0  | 1:3  | 0.0        | /      |
|         |                  | 2 коло     | 3:0      | Португалија        | Белененсес            | 2:0  | 1:0  | 0.0        |        |
|         |                  | 3 коло     | 6:1      | Бугарска           | Марек, Дупница        | 3:1  | 3:0  | 0.0        |        |
|         |                  | полуфинале | 1:3      | Њемачка            | Штутгарт              | 1:2  | 0:1  | 0.0        |        |
| 2004    | Интертото куп    | 1 коло     | 4:2      | Малта              | Хибернијанс, Паола    | 3:0  | 1:2  | 0,0        |        |
|         |                  | 2 коло     | 2:1      | Албанија           | ФК Влазнија, Скадар   | 2:0  | 0:1  | 0,0        |        |
|         |                  | 3 коло     | 2:2      | Словачка           | ФК Спартак, Трнава    | 0:0  | 2:2  | 0,0        |        |
|         |                  | полуфинале | 1:4      | Француска          | Лил, Лил              | 1:1  | 0:3  | 0,0        | —      |
| 2005    | Интертото куп    | 1 коло     | 2:0      | Словенија          | НК Драва, Птуј        | 1:0  | 1:0  | 0,0        |        |
|         |                  | 2 коло     | 4:2      | Румунија           | ФК Глорија, Бистрица  | 3:2  | 1:0  | 0,0        |        |
|         |                  | 3 коло     | 0:4      | Шпанија            | Депортиво ла Коруња   | 0:3  | 0:1  | 0,0        |        |
| 2007/08 | УЕФА куп         | 1 коло кв. | 8:4      | Албанија           | Теута, Драч           | 6:2  | 2:2  | 1,5        |        |
|         |                  | 2 коло кв. | 2:4      | Турска             | Галатасарај, Истанбул | 1:2  | 1:2  | 1,5        |        |
| 2008/09 | УЕФА куп         | 1 коло кв. | 8:0      | Малта              | Marsaxlokk            | 4:0  | 4:0  | 3,0        |        |
|         |                  | 2 коло кв. | 2:1      | Грчка              | Арис Солун            | 2:0  | 0:1  | 3,0        |        |
|         |                  | 1 коло     | 1:3      | Русија             | ЦСКА Москва           | 1:2  | 0:1  | 3,0        |        |
| 2009/10 | УЕФА лига Европе | 1 коло кв. | 1:0      | Малта              | ФК Билкиркара         | 1:0  | 0:0  | 3,5        |        |
|         |                  | 2 коло кв. | 12:2     | Северна Македонија | Милано Куманово       | 8:2  | 4:0  | 3,5        | ,      |
|         |                  | 3 коло кв, | 1:4      | Норвешка           | ФК Тромсо             | 0:2  | 1:2  | 3,5        | ,      |

Укупни УЕФА коефицијент је 8,0

## НК Славен Белупо у сезони 2007/08.
| Име               | Број дреса | Држава              | бивши клуб          |
| ----------------- | ---------- | ------------------- | ------------------- |
| Голмани           |            |                     |                     |
| Силвио Родић      | 12         | Хрватска            | НК Копривница       |
| Томислав Пелин    | 25         | Хрватска            | ФК Зимбру           |
| Одбрана           |            |                     |                     |
| Петар Бошњак      | 2          | Хрватска            | НК Младост 127      |
| Елвис Кокаловић   | 4          | Хрватска            | НК Копривница       |
| Матија Кристић    | 5          | Хрватска            | Zaglebje Lubin      |
| Далибор Полдругач | 7          | Хрватска            | НК Динамо           |
| Данијел Радичек   | 22         | Хрватска            | НК Копривница       |
| Ведран Пурић      | 16         | Хрватска            | омл. школа          |
| Марио Павец       | '          | Хрватска            | НК Младост Ждралови |
| Каја Рогуљ        | '          | Босна и Херцеговина | НК Посушје          |
| Алан Шимунић      | '          | Хрватска            | омл. школа          |
| Везни ред         |            |                     |                     |
| Кристијан Чавал   | 3          | Хрватска            | ХНК Шибеник         |
| Дејан Шомоци      | 8          | Хрватска            | омл. школа          |
| Сребренко Посавец | 10         | Хрватска            | Ankaragücü          |
| Матеас Делић      | 14         | Хрватска            | омл. школа          |
| Стјепан Пољак     | 15         | Хрватска            | НК Интер Запрешић   |
| Мате Јајало       | 19         | Хрватска            | омл. школа          |
| Марио Грегурина   | 20         | Хрватска            | НК Копривница       |
| Младен Филиповић  | '          | Хрватска            | НК Копривница       |
| Коен Стам         | '          | Холандија           | ФК Екселзиор        |
| Саша Вуконић      | '          | Хрватска            | НК Копривница       |
| Напад             |            |                     |                     |
| Дино Кресингер    | 9          | Хрватска            | ХНК Цибалија        |
| Асим Шехић        | 11         | Босна и Херцеговина | Ксамакс             |
| Бојан Вручина     | 17         | Хрватска            | ФК Дуизбург         |
| Маријо Јурић      | 21         | Хрватска            | ХНК Шибеник         |
| Томислв Ивичић    | '          | Хрватска            | НК Крижевци         |
|                   |            |                     |                     |

## Познатији играч
- Томислав Бутина
- Крунослав Јурчић